# Ragusain
Le ragusain est un dialecte du dalmate, une ancienne langue romane parlée dans la région de Dubrovnik (anciennement Raguse, qui après avoir été vassale de Byzance, de Venise et du Royaume de Hongrie, devint indépendante au XIVe siècle). Le ragusain a cessé d'être parlé au XVe siècle.